# هوتك
قبيلة الهوتَك (بالبشتوية: هوتَکیان؛ المفرد: هوتَک أو هوتَکی) إحدى القبائل الغلزائية. مير ويس الهوتكي أسّس الدولة الهوتكية في القرن الثامن عشر الميلادي.

## أعلام
- حكام الدولة الهوتكية:
  - مير ويس الهوتكي
  - عبد العزيز الهوتكي
  - محمود الهوتكي
  - أشرف الهوتكي
  - حسين الهوتكي
- ملا عمر